# Memorandum
Memorandum (lat. „na paměť“, „to, co se má pamatovat“), krátce memo, je spíše neformální záznam nějaké skutečnosti, jednání nebo stanoviska. Užívá se v právním, diplomatickém, obchodním i vědeckém provozu a může mít velmi rozmanité formy.
Memorandum nebo také aide-mémoire, „na pomoc paměti“ je písemné zachycení nějakého stavu věcí, úkolů, termínů nebo předběžných a průběžných výsledků jednání, které nemá právní závaznost a často slouží jen pro vnitřní styk v rámci úřadu nebo instituce. V právní praxi znamená psané stanovisko nebo rozbor nějaké záležitosti pro vnitřní potřebu kanceláře nebo pro klienta. V anglosaském prostředí se jako memorandum často označují i předběžné a nezávazné dohody, záměry do budoucnosti a podobně.
Například Informační memorandum tak může poskytovat podrobné informace o zpracování osobních údajů.
V diplomacii se užívá pro významná, i když právně nezávazná společná stanoviska státních představitelů, stručná shrnutí výsledků jednání, která pak slouží jako podklad k dalšímu jednání.
Například Memorandum národa slovenského byl program vyhlášený Slovenským národním shromážděním v roce 1861 požadující zabezpečení svébytnosti slovenského národa ústavními zákony.
Godesberské memorandum byl dokument vydaný Adolfem Hitlerem 24. září 1938 týkající se Sudet a obsahující ultimátum vládě Československa.